# Carmen de Ruíz
Carmen de Ruíz ist eine Ortschaft im Departamento Santa Cruz im Tiefland des südamerikanischen Anden-Staates Bolivien.

## Lage im Nahraum
Carmen de Ruíz ist zentraler Ort des Vicecantón El Carmen de Ruíz. Die Gemeinde liegt im Kanton San Ignacio de Velasco im Municipio San Ignacio in der Provinz Velasco. Die Ortschaft liegt auf einer Höhe von 362 m am rechten Ufer des Río Paraguay, der in den Río Tarvo mündet, der wiederum zum Río Mamoré hin entwässert. Nächstgelegene Ortschaft ist San Javierito 16 Kilometer südlich gelegen, nächstgelegene größere Stadt ist San Ignacio de Velasco 41 Kilometer südlich von Carmen de Ruiz.

## Geographie
Carmen de Ruíz liegt im bolivianischen Tiefland in der Region Chiquitanía, einer in weiten Teilen noch unberührten Landschaft zwischen Santa Cruz und der brasilianischen Grenze.
Das Klima der Region ist ein semi-humides Klima der warmen Tropen. Die monatlichen Durchschnittstemperaturen schwanken im Jahresverlauf nur geringfügig zwischen 21 °C im Juni und 26,6 °C im Oktober (siehe Klimadiagramm San Ignacio), wobei sie zwischen September und März fast konstant oberhalb von 25 °C liegen. Das Temperatur-Jahresmittel beträgt 24,5 °C.
Die jährliche Niederschlagsmenge liegt im langjährigen Mittel bei 1200 mm. Drei Viertel des Niederschlags fallen in der Regenzeit von November bis März, während in der Trockenzeit in den ariden Monaten Juni bis August weniger als 30 mm pro Monat fallen.

## Verkehrsnetz
Carmen de Ruíz liegt in einer Entfernung von 430 Straßenkilometern nordöstlich von Santa Cruz, der Hauptstadt des Departamentos.
Der direkte Weg von Carmen de Ruiz nach Santa Cruz führt über San Ignacio de Velasco, von dort über die Nationalstraße Ruta 17 in südlicher Richtung nach San Miguel, über die Ruta 39 nach Südwesten bis Cuatro Cañadas, über die Ruta 9 bis Pailón und auf der Ruta 4 über Cotoca nach Santa Cruz.
Die Ortschaft Carmen de Ruiz liegt direkt an einem nicht asphaltierten Abschnitt der Ruta 10, die das Departamento Santa Cruz in west-östlicher Richtung durchquert und von San Juan del Piraí nördlich von Santa Cruz über San Ramón, Lagunillas und Santa Rosa de Roca nach Carmen de Ruiz führt und dann weiter über San Ignacio nach San Matías an der Grenze zu Brasilien.

## Bevölkerung
Die Einwohnerzahl der Ortschaft ist im vergangenen Jahrzehnt auf mehr als das Doppelte angestiegen:
| Jahr | Einwohner         | Quelle       |
| ---- | ----------------- | ------------ |
| 1992 | keine Detaildaten | Volkszählung |
| 2001 | 256               | Volkszählung |
| 2012 | 704               | Volkszählung |
| 2024 |                   | Volkszählung |